# Mark Hughes (futebolista)
Leslie Mark Hughes OBE (Ruabon, 1 de novembro de 1963) é um treinador e ex-futebolista galês que atuava como atacante. Atualmente está sem clube.

## Carreira

### Como jogador
Revelado pelo Manchester United, teve duas passagens de destaque pelo clube. Atuou também por Barcelona, Bayern de Munique, Chelsea, Southampton, Everton e Blackburn Rovers.
Pela Seleção Galesa, ele atuou em 72 oportunidades e marcou 16 gols. Hughes se aposentou como jogador somente em 2002, aos 38 anos.

### Como treinador
Começou sua carreira logo na Seleção de seu país natal, permanecendo por seis anos. Posteriormente contratado pelo Blackburn Rovers, venceu uma Copa da Liga Inglesa nas quatro temporadas em que ficou no clube.
Depois de uma temporada sem muito sucesso no Manchester City, foi contratado pelo Fulham em 2010, por onde ficou até 2011. Já em 2012, comandou o Queens Park Rangers.
Quatro anos após ter deixado o comando do Southampton, em 2018, Hughes foi anunciado pelo Bradford City no dia 24 de fevereiro de 2022.

## Títulos

### Como jogador
Manchester United
- Copa da Inglaterra: 1984–85, 1989–90 e 1993–94
- Supercopa da Inglaterra: 1990 (compartilhado), 1993 e 1994
- Recopa Europeia da UEFA: 1990–91
- Supercopa Europeia da UEFA: 1991
- Copa da Liga Inglesa: 1991–92
- Premier League: 1992–93 e 1993–94

Chelsea
- Recopa Europeia da UEFA: 1997–98
- Copa da Inglaterra: 1996–97
- Copa da Liga Inglesa: 1997–98

Blackburn Rovers
- Copa da Liga Inglesa: 2001–02

### Prêmios individuais
- Jovem Jogador do Ano da PFA: 1984–85
- Melhor jogador do futebol inglês: 1988–89 e 1990–91
- Senhor Matt Busby Jogador do Ano: 1990–91
- Jogador do ano do Chelsea: 1996–97
- Hall da Fama do Futebol Inglês
- Personalidade do Ano da BBC Wales Sports: 2002